# Trinity College (Connecticut)

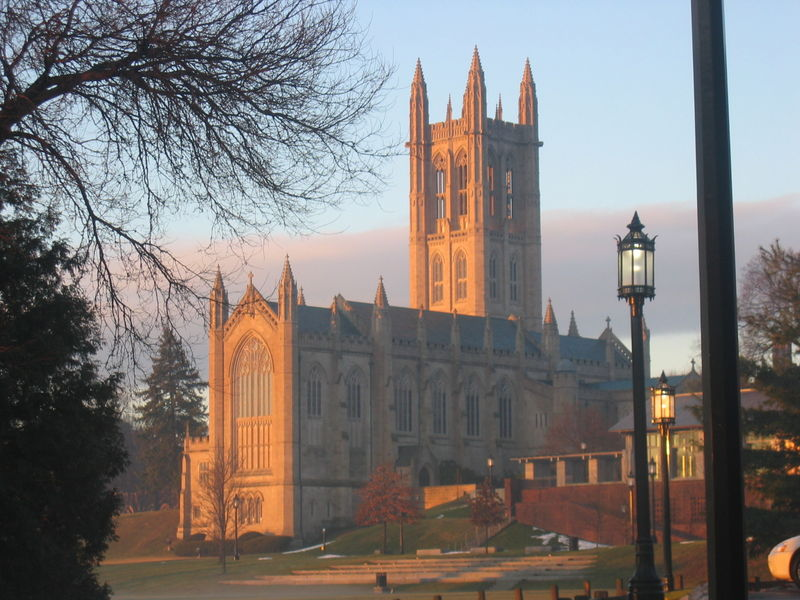
Trinity College Chapel (Hartford, Connecticut)

Trinity College i huvudstaden Hartford, Connecticut är ett välrenommerat Liberal Arts College. Grundat 1823 är det efter Yale University delstatens äldsta institution för högre utbildning, men till skillnad från Yale är Trinity College helt fokuserat på akademisk grundutbildning (Undergraduate Education).
Trinity Colleges campus är naturskönt beläget på en höjdsträckning i stadens sydvästra del. Det domineras av Trinity College Chapel, som uppfördes på 1930-talet i gotisk stil.
Biblioteket vid Trinity College är ett av de största i huvudstadsregionen.